# Obština Elena
Obština Elena (bulharsky Община Елена) je bulharská jednotka územní samosprávy ve Velikotărnovské oblasti. Leží ve středním Bulharsku na severních svazích Staré planiny a v Předbalkánu. Správním střediskem je město Elena, kromě něj zahrnuje obština 123 vesnic. Žije zde přibližně 11 tisíc obyvatel.

## Sídla
- Aplaci
- Badevci
- Baevci
- Bagalevci
- Baluci
- Baždari
- Bebrovo
- Bejkovci
- Berkovci
- Bjalkovci
- Blăskovci
- Bogdansko
- Bojkovci
- Bosevci
- Brăčkovci
- Brezovo
- Bujnovci
- Cvekljuvci[p 1]
- Čakali
- Čavdarci[p 1]
- Černi Ďal
- Červenkovci
- Dajnovci
- Daveri
- Dărlevci
- Debeli Răt
- Dobrevci
- Dolni Marjan
- Dolni Tančevci
- Donkovci
- Draganovci[p 1]
- Draganoskovci
- Dragijci
- Dragnevci[p 1]
- Drenta
- Dukovci
- Elena[p 2] (sídlo správy)
- Gabraka[p 1]
- Ganev Dol[p 1]
- Gărdevci
- Glogovec
- Golemani
- Gorni Kraj
- Gorni Tančevci
- Gorska[p 1]
- Gramatici
- Chănevci
- Charvalovci
- Christovci
- Ignatovci
- Ilakov Răt
- Ilijuvci
- Ivanivanovci[p 1]
- Jakovci
- Kamenari
- Kantari
- Karaivanci[p 1]
- Karandili
- Kirevci
- Kolari
- Konstantin
- Kosevci[p 1]
- Kostel
- Kotuci
- Kozja Reka
- Kožljuvci
- Kriljuvci
- Krumčevci
- Lazarci
- Lesiče[p 1]
- Machalnici
- Majsko
- Marafelci
- Marinovci[p 1]
- Marjan
- Mărtvinata[p 1]
- Mijkovci
- Minevci
- Mirčovci
- Neševci
- Ničovci
- Nikolčovci
- Nikolovci
- Ňuškovci[p 1]
- Palici
- Papratliva[p 1]
- Pejkovci
- Petkovci
- Poprusevci
- Popska
- Radovci
- Rajnovci
- Rajuvci
- Ralinovci
- Rebrevci
- Ruchovci
- Săbkovci[p 1]
- Sredni Kolibi
- Stojanovci
- Stojčevci
- Svetoslavci
- Sultani
- Šiliveri[p 1]
- Šilkovci
- Šubeci
- Tănki Răt
- Tărkašeni
- Titevci
- Toďuvci
- Tombeto
- Topuzi
- Trănkovci
- Tumbevci
- Ugorjalkovci
- Valeto[p 1]
- Vălčovci (do Jakovci)
- Vălčovci (do Majsko)
- Vărzilkovci
- Veljuvci
- Velkovci
- Veselina
- Visokovci[p 1]
- Zelenik

## Sousední obštiny
| Růžice kompasu | Veliko Tărnovo | Zlatarica | Antonovo | Růžice kompasu |
| Růžice kompasu | Sever          |           |          | Růžice kompasu |
| Růžice kompasu | Obština Elena  |           |          | Růžice kompasu |
| Růžice kompasu | Jih            |           |          | Růžice kompasu |
| Růžice kompasu | Gurkovo        | Tvărdica  | Sliven   | Růžice kompasu |

## Obyvatelstvo
V obštině žije 9 385 obyvatel a je zde trvale hlášeno 9 538 obyvatel. Podle sčítání 7. září 2021 bylo národnostní složení následující:
- Bulhaři: 5 516 (75.2 %)
- Turci: 1 041 (14.2 %)
- Romové: 726 (9.9 %)
- ostatní: 49 (0.7 %)

V období 2011 až 2021 v obštině ubylo 1 096 obyvatel.